# Karin Schnass

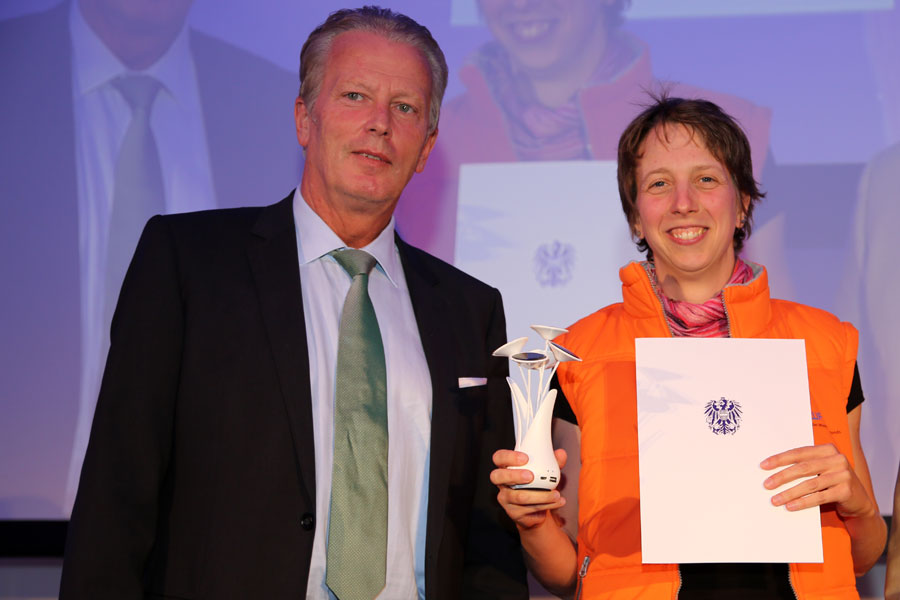
Karin Schnass, 2014 bei der Verleihung des Start-Preises, zusammen mit Reinhold Mitterlehner

Karin Schnass (* 3. Mai 1980 in Klosterneuburg) ist eine österreichische Mathematikerin und Professorin an der Universität Innsbruck.

## Werdegang
Schnass erhielt ihren Magistertitel 2004 an der Universität Wien mit einer Arbeit zu Gabor-Multiplikatoren. Von 2005 bis 2009 arbeitete sie an der École polytechnique fédérale de Lausanne an ihrer Dissertation zum Thema Sparsity & Dictionaries - Algorithms & Design. Zwischen 2010 und 2011 wirkte sie als Postdoc am Johann Radon Institute for Computational and Applied Mathematics (RICAM) in Linz. 2012 wurde ihr ein Erwin-Schrödinger-Stipendium zuerkannt, mit dem sie an der Universität Sassari und ab 2014 an der Universität Innsbruck forschte. 2014 wurde sie mit dem Start-Preis ausgezeichnet. Seit 2015 leitet sie dort das Projekt „Dictionary Learning for Biometric Data“. 2015 wurde ihr eine Tenure-Track-Professur an der Technischen Universität München angeboten, die sie ablehnte. 2019 erfolgte die Habilitation. Schnass ist seit 2020 Universitätsprofessorin für „Mathematical Data Science“ am Institut für Mathematik. 2021 erhielt sie den Förderungspreis der Österreichischen Mathematischen Gesellschaft.
Zu ihren Hauptforschungsinteressen zählt das Management hochdimensionaler Datenstrukturen. Hier nutzt sie vor allem Methoden des Sparse Dictionary Learning.

## Veröffentlichungen (Auswahl)
- Holger Rauhut, Karin Schnass, Pierre Vandergheynst: Compressed Sensing and Redundant Dictionaries. In: IEEE Transactions on Information Theory. Band 54, Nr. 5, Mai 2008, S. 2210–2219, doi:10.1109/TIT.2008.920190.
- Rémi Gribonval, Holger Rauhut, Karin Schnass, Pierre Vandergheynst: Atoms of All Channels, Unite! Average Case Analysis of Multi-Channel Sparse Recovery Using Greedy Algorithms. In: Journal of Fourier Analysis and Applications. Band 14, Nr. 5-6, 4. Oktober 2008, S. 655–687, doi:10.1007/s00041-008-9044-y.
- Karin Schnass: On the identifiability of overcomplete dictionaries via the minimisation principle underlying K-SVD. In: Applied and Computational Harmonic Analysis. Band 37, Nr. 3, November 2014, S. 464–491, doi:10.1016/j.acha.2014.01.005.
- Karin Schnass: Convergence radius and sample complexity of ITKM algorithms for dictionary learning. In: Applied and Computational Harmonic Analysis. Band 45, Nr. 1, Juli 2018, S. 22–58, doi:10.1016/j.acha.2016.08.002.
- Karin Schnass: Average performance of Orthogonal Matching Pursuit (OMP) for sparse approximation. In: IEEE Signal Processing Letters. Band 25, Nr. 12, 18. September 2018, S. 1865–1869, doi: 10.1109/LSP.2018.2878061.
- Michael Sandbichler, Karin Schnass: Online and Stable Learning of Analysis Operators. In: IEEE Transactions on Signal Processing Letters. Band 67, Nr. 1, 1. Januar 2019, S. 41–53. doi: 10.1109/TSP.2018.2878540.
- Karin Schnass, Flavio Teixeira: Compressed Dictionary Learning. In: Journal of Fourier Analysis and Applications. Band 26, Nr. 33, 9. März 2020, doi: 10.1007/s00041-020-09738-6.
- Simon Ruetz, Karin Schnass: Submatrices with NonUniformly Selected Random Supports and Insights into Sparse Approximation. In: SIAM Journal on Matrix Analysis and Applications. Band 42, Nr. 3, 2021, doi: 10.1137/20M1386384.
- Marie Christine Pali, Simon Ruetz, Karin Schnass: Average Performance of OMP and Thresholding Under Dictionary Mismatch. In: IEEE Signal Processing Letters. Band 29, 13. April 2022, S. 1077–1081, doi: 10.1109/lsp.2022.3167313.